# Ponte delle Guglie
Il ponte delle Guglie è un ponte di Venezia, situato nel sestiere di Cannaregio.
È l'unico ponte veneziano adornato da pinnacoli, posti alla base dei corrimani: le guglie da cui prende il nome.
Il ponte di Cannaregio fu costruito per la prima volta in legno nel 1285. Fu sostituito dall'attuale ponte in pietra nel 1580, come testimoniano le iscrizioni poste sul ponte stesso. 
Restaurato nel 1641 e nel 1777, fu ricostruito nel 1823 con l'aggiunta delle guglie, per cui prese l'attuale nome.
Nel 1988, con un ulteriore restauro venne aggiunto un percorso per disabili dotato di corrimano in metallo e di gradini dal bordo smorzato, inoltre la pavimentazione in asfalto fu sostituita da lastre in pietra.

## Galleria d'immagini

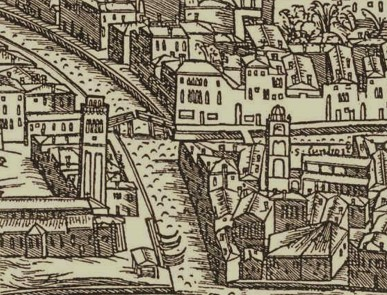
Barbari, particolare con il Ponte delle Guglie, 1500
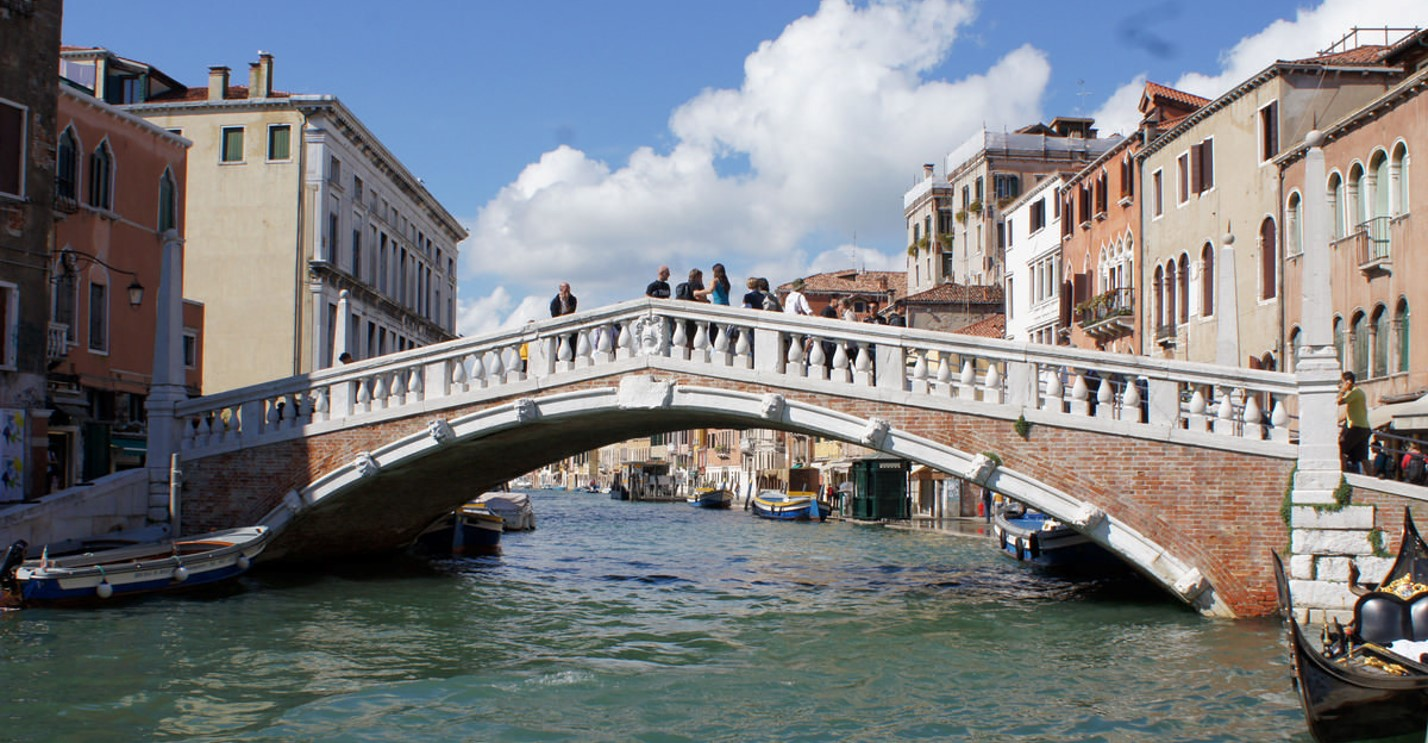
Ponte delle Guglie
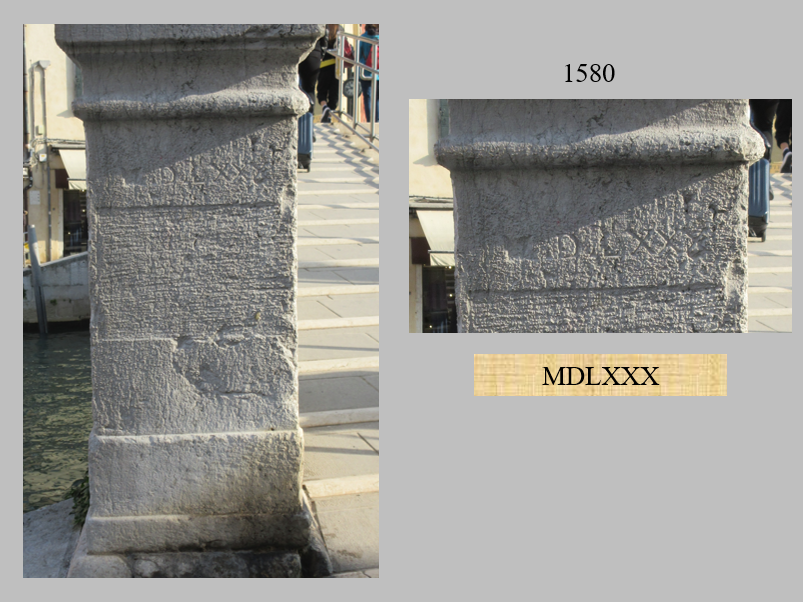
Data della costruzione del ponte in pietra
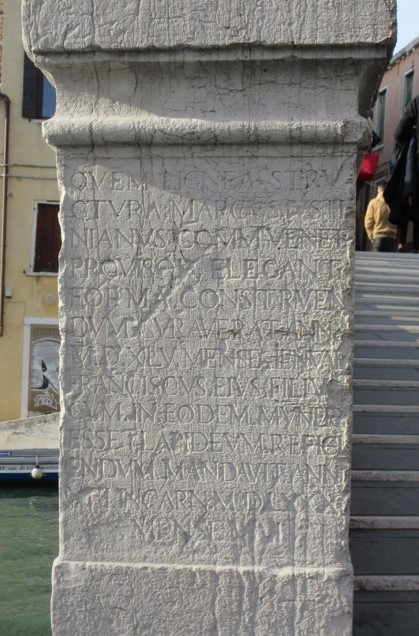
Costruito in pietra nel maggio 1580
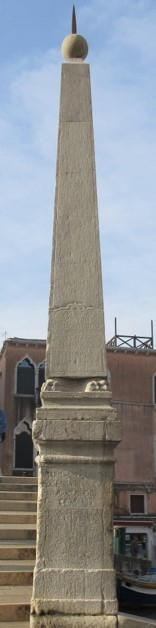
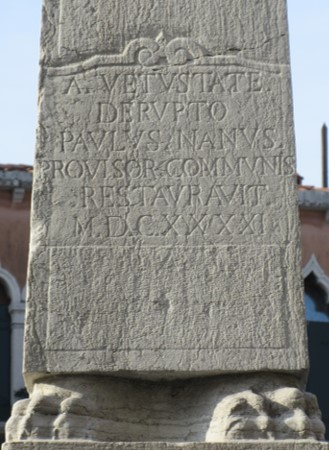
Restaurato nel 1641
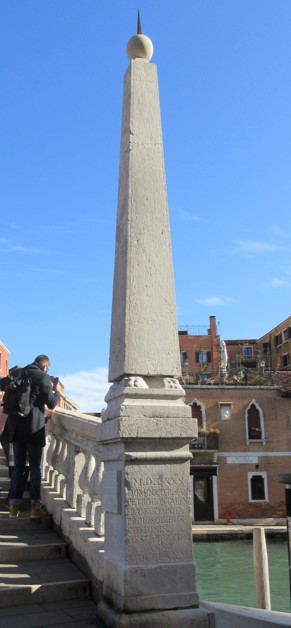
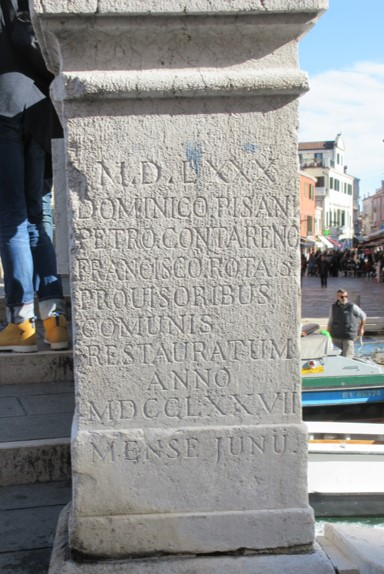
Restaurato nel 1777
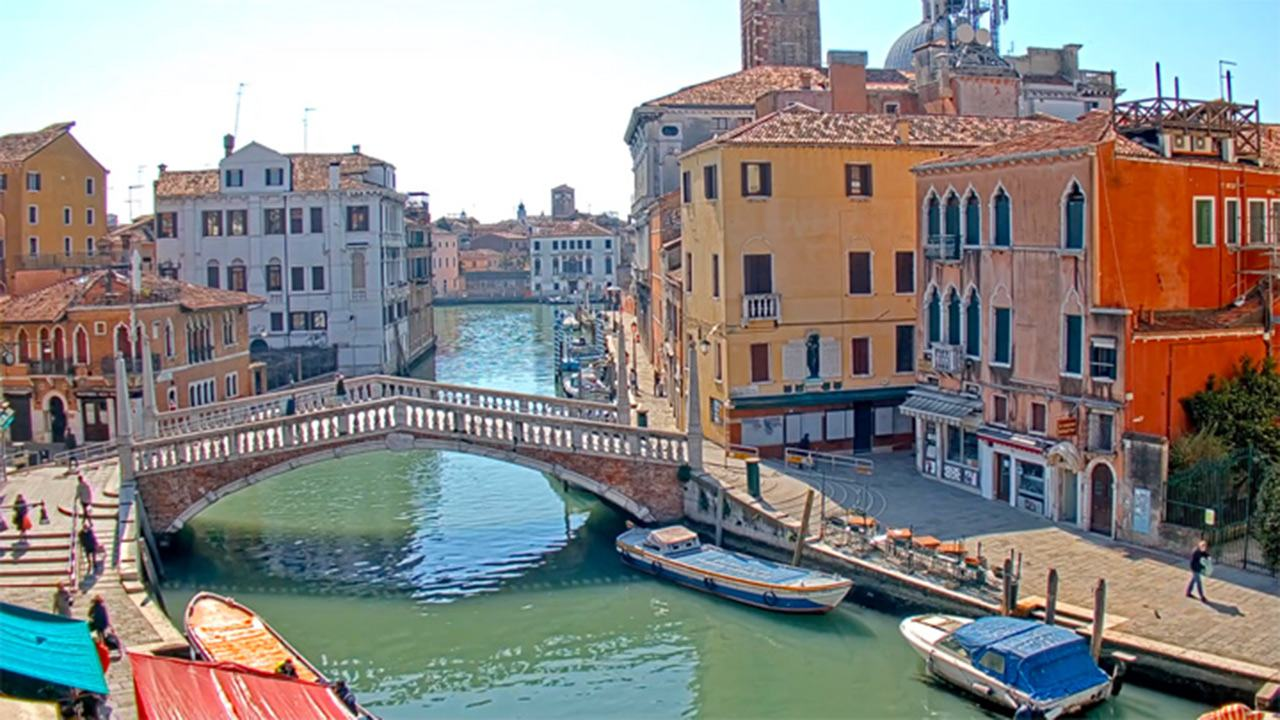
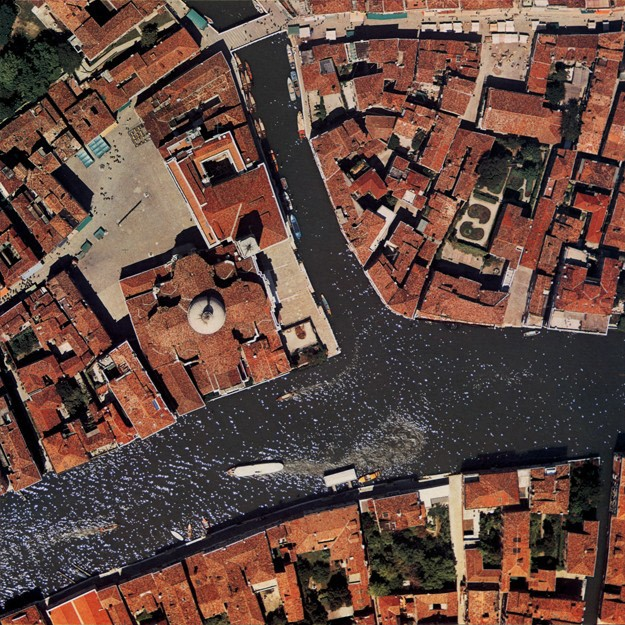
Fotopiano